# François-Anne-Joseph Meurinne
François-Anne-Joseph Meurinne est un homme politique français né le 14 août 1742 à Leglantiers (Oise) et décédé le 2 février 1798 au même lieu.
Cultivateur, il est député du tiers état aux États généraux de 1789 pour le bailliage de Clermont-en-Beauvaisis. Il vote silencieusement avec la majorité.

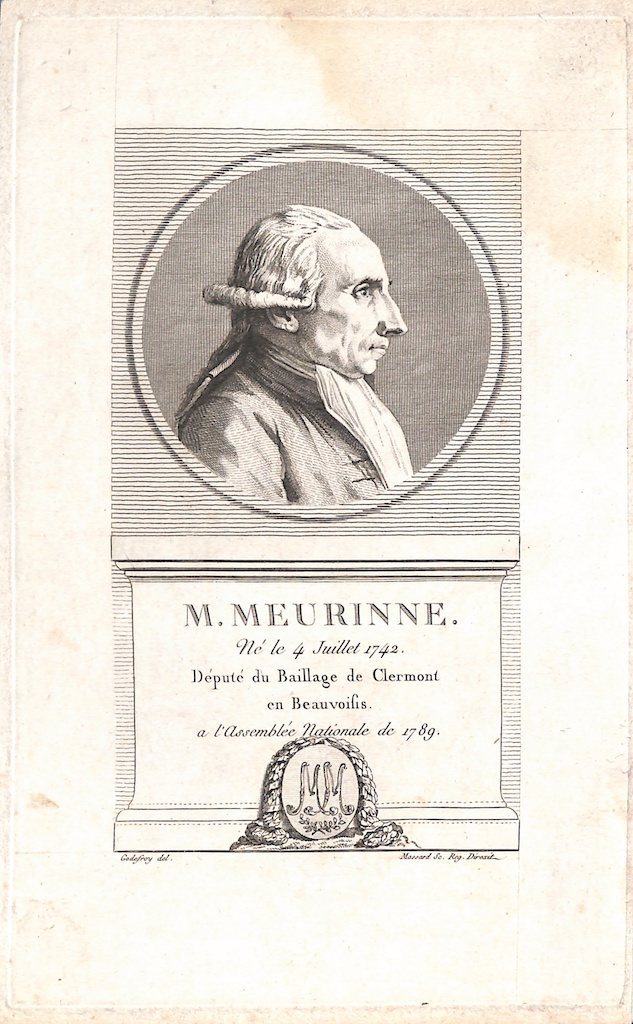
Portrait de François-Anne-Joseph MEURINNE

## Sources
- « François-Anne-Joseph Meurinne », dans Adolphe Robert et Gaston Cougny, Dictionnaire des parlementaires français, Edgar Bourloton, 1889-1891 [détail de l’édition]